# Pseudoscopelus parini
Pseudoscopelus parini är en fiskart som beskrevs av Prokofiev och Kukuev 2006. Pseudoscopelus parini ingår i släktet Pseudoscopelus och familjen Chiasmodontidae. Inga underarter finns listade i Catalogue of Life.